# Vin Baker
Vincent Lamont "Vin" Baker (Lake Wales, Florida, 23 de noviembre de 1971) es un exjugador y entrenador de baloncesto estadounidense que jugó 13 temporadas en la NBA. Con 2,11 metros de estatura jugaba en la posición de ala-pívot. Desde 2018 es entrenador asistente de los Milwaukee Bucks.

## Carrera

### Universidad
Baker asistió a la Universidad de Hartford, donde en cuatro temporadas se convirtió en el máximo anotador de los Hawks con 2308 y en el máximo taponador con 279. En 112 partidos consiguió, además, 951 rebotes, 112 robos de balón y 73 triples, promediando 20.0 puntos por encuentro. En su año sénior fue el segundo máximo anotador de la nación con 27.6 puntos y quinto en tapones con 3.7, siendo nombrado All-America y en el mejor quinteto de la North Atlantic Conference. En su temporada sénior fue nombrado All-American por segundo año consecutivo, Jugador del Año de la ECAC Division I y en el mejor quinteto de la conferencia tras promediar la friolera de 28.3 puntos por partido (cuarto en la nación) y 10.7 rebotes. 
El 10 de enero de 1998, Hartford retiró su camiseta.

### Profesional
Fue seleccionado en la octava posición del Draft de 1993 por Milwaukee Bucks, convirtiéndose en el segundo jugador de Hartford en ser drafteado. En su primera temporada ya impactó en la liga, siendo elegido en el mejor quinteto de rookies y promediando 13.5 puntos, 7.6 rebotes, 50.1% en tiros de campo y 31.2 minutos de juego en 82 partidos, 63 como titular. Consiguió 26 dobles-dobles, todos ellos como titular, lideró a los Bucks en anotación en 14 ocasiones y en rebotes en 35, realizando además 16 encuentros con 20 puntos o más.
En su segunda temporada en la NBA fue seleccionado para disputar el primero de sus cuatro All-Star Game en su carrera, firmando en dicha campaña 17.7 puntos, 10.3 rebotes por noche, 3.6 asistencias y un 48.3% en tiros de campo en 41 minutos de juego, liderando la liga en minutos totales con 3.361. En sus dos siguientes temporadas en los Bucks superó los 20 puntos en ambas y los 10 rebotes, excepto en la 1995-96 que se quedó en 9.9 rebotes por encuentro. Tras cuatro campañas en los Bucks fue traspasado en un intercambio de tres equipos a Seattle SuperSonics, donde disputaría cinco temporadas. 
En su estancia en los Sonics bajó año tras año sus prestaciones, aunque en sus primeras temporadas continuó con el dominante juego que mostró en Milwaukee. Debido a sus problemas con el alcohol su carrera descendió rápidamente, siendo traspasado junto con Shammond Williams a Boston Celtics por Kenny Anderson, Vitaly Potapenko y Joseph Forte en 2002. Su primera temporada en los Celtics fue desastrosa, renaciendo en la siguiente con 11.3 puntos y 5.7 rebotes en 52 partidos, aunque su recaída con el alcohol obligó a la franquicia a suspenderle. Posteriormente firmó con New York Knicks, donde finalizó la temporada jugando 18 minutos por noche.
En sus dos últimas temporadas en la NBA deambuló por varios equipos, llegando a jugar en Houston Rockets, Los Angeles Clippers y Minnesota Timberwolves, aunque en estos últimos no disputó ningún partido de temporada, siendo despedido el 13 de noviembre de 2006 tras seis partidos en la lista de inactivos.
En junio de 2009 fue contratado por el equipo venezolano Marinos de Anzoátegui, pero nunca llegó a debutar oficialmente.

### Entrenador
Desde 2018 es asistente en Milwaukee Bucks, siendo parte del cuerpo técnico que ganó el título en 2021.

## Estadísticas de su carrera en la NBA
|  | Líder de la liga |

### Temporada regular
| Año       | Equipo        | PJ  | PT  | MPP  | %TC  | %3P  | %TL   | RPP  | APP | ROB | TPP | PPP  |
| --------- | ------------- | --- | --- | ---- | ---- | ---- | ----- | ---- | --- | --- | --- | ---- |
| 1993-94   | Milwaukee     | 82  | 63  | 31.2 | .501 | .200 | .569  | 7.6  | 2.0 | .7  | 1.4 | 13.5 |
| 1994-95   | Milwaukee     | 82  | 82  | 41.0 | .483 | .292 | .593  | 10.3 | 3.6 | 1.0 | 1.4 | 17.7 |
| 1995-96   | Milwaukee     | 82  | 82  | 40.5 | .489 | .208 | .670  | 9.9  | 2.6 | .8  | 1.1 | 21.1 |
| 1996-97   | Milwaukee     | 78  | 78  | 40.5 | .505 | .278 | .687  | 10.3 | 2.7 | 1.0 | 1.4 | 21.0 |
| 1997-98   | Seattle       | 82  | 82  | 35.9 | .542 | .143 | .591  | 8.0  | 1.9 | 1.1 | 1.0 | 19.2 |
| 1998-99   | Seattle       | 34  | 31  | 34.2 | .453 | .000 | .450  | 6.2  | 1.6 | .9  | 1.0 | 13.8 |
| 1999-2000 | Seattle       | 79  | 75  | 36.1 | .455 | .250 | .682  | 7.7  | 1.9 | .6  | .8  | 16.6 |
| 2000-01   | Seattle       | 76  | 27  | 28.0 | .422 | .063 | .723  | 5.7  | 1.2 | .5  | 1.0 | 12.2 |
| 2001-02   | Seattle       | 55  | 41  | 31.1 | .485 | .125 | .633  | 6.4  | 1.3 | .4  | .7  | 14.1 |
| 2002-03   | Boston        | 52  | 9   | 18.1 | .478 | .000 | .673  | 3.8  | .6  | .4  | .6  | 5.2  |
| 2003-04   | Boston        | 37  | 33  | 27.0 | .505 | .000 | .732  | 5.7  | 1.5 | .6  | .6  | 11.3 |
| 2003-04   | New York      | 17  | 0   | 18.4 | .404 | .500 | .711  | 4.1  | .7  | .4  | .5  | 6.6  |
| 2004-05   | New York      | 24  | 0   | 8.0  | .342 | .000 | .467  | 1.5  | .4  | .1  | .2  | 1.4  |
| 2004-05   | Houston       | 3   | 0   | 4.3  | .000 | .000 | 1.000 | .7   | .3  | .0  | .0  | .7   |
| 2005-06   | L.A. Clippers | 8   | 1   | 10.6 | .467 | .000 | .722  | 2.4  | .5  | .5  | .5  | 3.4  |
| Total     | Total         | 791 | 604 | 32.5 | .485 | .215 | .638  | 7.4  | 1.9 | .7  | 1.0 | 15.0 |
| All-Star  | All-Star      | 4   | 0   | 17.5 | .419 | .000 | .750  | 6.0  | .7  | .5  | .2  | 8.7  |

### Playoffs
| Año   | Equipo   | PJ | PT | MPP  | %TC  | %3P   | %TL  | RPP | APP | ROB | TPP | PPP  |
| ----- | -------- | -- | -- | ---- | ---- | ----- | ---- | --- | --- | --- | --- | ---- |
| 1998  | Seattle  | 10 | 10 | 37.1 | .530 | .000  | .421 | 9.4 | 1.8 | 1.8 | 1.5 | 15.8 |
| 2000  | Seattle  | 5  | 4  | 35.4 | .400 | .000  | .588 | 7.6 | 2.0 | 1.0 | .4  | 14.0 |
| 2002  | Seattle  | 5  | 4  | 28.8 | .500 | 1.000 | .778 | 5.0 | .8  | .6  | 1.2 | 13.2 |
| 2004  | New York | 4  | 0  | 14.3 | .571 | .000  | .667 | 3.0 | .3  | .8  | .5  | 5.5  |
| Total | Total    | 24 | 18 | 31.2 | .491 | .500  | .534 | 7.0 | 1.4 | 1.2 | 1.0 | 13.2 |

## Vida personal
Realizó un cameo en la película He Got Game (1998). 
Fue DJ en Houston de la radio KPTY-FM (Party 104.9) y tiene un restaurante en Old Saybrook, donde creció.
En 2014 integró un equipo liderado por Dennis Rodman que jugó varios partidos de exhibición en Corea del Norte y otros países.